# Marina Schapers
Marina Alieda Schapers (Rotterdam, 14 januari 1938 – Skyros, 26 juli 1981) was een Nederlandse actrice. Ze leefde jarenlang samen met de componist Peter Schat.

## Levensloop
Schapers debuteerde in 1961 als actrice bij het Rotterdams Toneel in de voorstelling Cyrano de Bergerac van Edmond Rostand. Ze speelde sporadisch rollen in het theater; haar laatste rol was in het seizoen 1964/1965 bij de Nederlandse Comedie in De driestuiversopera van Brecht.
Marina Schapers overleed op 43-jarige leeftijd in Griekenland door een val in een ravijn. Schapers, Schat en hun zoontje Bastiaan waren er op vakantie met Schapers' vriendin Kitty Courbois en haar dochter Gijsje. Op woensdag 5 augustus 1981 werd ze begraven op begraafplaats Zorgvlied in Amsterdam. Tijdens de plechtigheid voorafgaand aan de begrafenis werd in de aula van Zorgvlied de klaagzang Canto General van Peter Schat uitgevoerd door Lucia Meeuwsen, Reinbert de Leeuw en Vera Beths. Er werd niet gesproken.
De omstandigheden rondom de dood van Schapers vormden in 2007 het uitgangspunt voor de roman Lucifer van Connie Palmen.

## Naam
Over de spelling van haar tweede voornaam bestaat enige onduidelijkheid. Volgens haar persoonskaart in het Stadsarchief Amsterdam, die de volledige voornamen aan de geboorteakte ontleent, is het 'Marina Alieda'. Ook op haar graf staat 'Marina Alieda', maar in de overlijdensadvertenties die in NRC Handelsblad werden gepubliceerd staat zowel 'Marina Aleida' als 'Marina Alida' en enkele naslagwerken geven 'Marina Alida'.

## Televisie
- Waaldrecht, aflevering Spreken is goud (1973/1974, VARA)
- Herendubbel (1980/1981, TROS)

## Film
- Heart beat fresco (1966, Pim de la Parra)
- Liefdesbekentenissen (1967, Wim Verstappen)
- The Nasdalko family by the shore (1969, Barbara Meter)
- Achter glas (1981, Ab van Ieperen)